# Château de la Rigale
Le château de la Rigale est un château situé à Villetoureix, dans le département français de la Dordogne, dont l'imposante tour ronde est d'origine gallo-romaine.

## Généralités
Le château est situé sur la commune de Villetoureix, dans le département de la Dordogne, en région Nouvelle-Aquitaine, en France.

## Historique
Au IIe siècle, une cella (temple romain) est construite et se matérialise par une grande tour ronde, similaires à d'autres tours dans les environs (Sanxay, Périgueux, Poitiers, Chessenon entre autres). Au XVIe siècle, la tour est transformée en habitation et au XVIIe siècle, un corps de logis adjacent est construit ; l'ensemble est remanié aux XIXe siècle et XXe siècle.
La tour est classée au titre des monuments historiques par arrêté du 22 mai 1905.

## Description
La tour du château de la Rigale est analogue à la tour de Vésone, mais dans des dimensions plus modestes, puisque le diamètre de la tour n'est que de 8 mètres (17 mètres pour Vésone). Elle est construite en petit appareil avec quelques cordons de brique au sommet et montre une brèche du côté est, indiquant où se trouvait l'entrée. A son sommet, elle a une ligne circulaire de trous carrés de 30 centimètres où s’appuyaient les poutres de la toiture du péristyle,. Son toit est conique et coiffé de tuiles plates.